# IC 3227
IC 3227 је спирална галаксија у сазвјежђу Береникина коса која се налази на листи објеката дубоког неба у Индекс каталогу.
Деклинација објекта је + 24° 5' 9" а ректасцензија 12h 22m 35,6s. Привидна величина (магнитуда) објекта IC 3227 износи 16,1 а фотографска магнитуда 16,9. IC 3227 је још познат и под ознакама KAZ 385, NPM1G +24.0280, KUG 1220+243, PGC 40093.